# نیومن گروو (نبراسکا)
نیومن گروو(به انگلیسی: Newman Grove) شهری در ایالت نبراسکا کشور ایالات متحده آمریکا است که جمعیت آن در سرشماری سال ۲۰۱۰ میلادی، ۷۲۱ نفر بوده‌است.